# دوري قرغيزستان لكرة القدم
دوري قيرغيزستان لكرة القدم(بالإنجليزية: Kyrgyzstan League)‏ هو البطولة الرئيسية لـكرة القدم في قيرغيزستان. بدأ الدوري في عام 1992م